# Vlekkem
Vlekkem är en ort i Belgien.   Den ligger i provinsen Östflandern och regionen Flandern, i den centrala delen av landet, 30 km väster om huvudstaden Bryssel. Vlekkem ligger 40 meter över havet och antalet invånare är 292.
Terrängen runt Vlekkem är platt. Runt Vlekkem är det tätbefolkat, med 427 invånare per kvadratkilometer.. Närmaste större samhälle är Gent, 19,6 km nordväst om Vlekkem. 
Omgivningarna runt Vlekkem är en mosaik av jordbruksmark och naturlig växtlighet.